# Танченко Степан Дмитрович
Степан Дмитрович Танченко (1911, село Калинівка, тепер Вітовського району Миколаївської області — 1990) — український радянський діяч, голова колгоспу імені Леніна Миколаївської області. Герой Соціалістичної Праці (26.02.1958). Депутат Верховної Ради УРСР 4—5-го скликань. Член Ревізійної Комісії КПУ в 1956—1966 роках.

## Біографія
Народився в селянській родині. Трудову діяльність розпочав колгоспником у селі Калинівці на Миколаївщині.
Учасник німецько-радянської війни з 1941 року. Був чотири рази поранений, воював на Сталінградському фронті. З 1944 року служив старшиною господарського взводу госпіталю легкопоранених № 33 3-го Білоруського фронту.
Член ВКП(б) з 1942 року.
Після демобілізації повернувся в рідне село.
У середині 40-х — кінці 60-х років — голова колгоспу імені Леніна села Калинівки Жовтневого району Миколаївської області.
Потім — на пенсії в селі Калинівці Жовтневого району Миколаївської області.
Помер у 1990 році.

## Звання
- старший сержант

## Нагороди
- Герой Соціалістичної Праці (26.02.1958)
- орден Леніна (26.02.1958)
- орден Червоної Зірки (14.06.1945)
- медалі